# UK Tour 1999/2000
Die UK Tour 1999/2000 war eine Serie von Snookerturnieren, die vom professionellen Weltverband parallel zur Saison 1999/2000 der Snooker Main Tour ausgetragen wurde. Die als „zweitklassige“ Tour des Profisnookers angelegte UK Tour bestand aus vier eigenen Turnieren, die Teilnehmer der UK Tour hatten zudem die Möglichkeit, auch in der WM-Qualifikation sowie teilweise in der Benson and Hedges Championship mitzuspielen. Aus den Ergebnissen der vier UK-Tour-Events und der WM-Qualifikation wurde am Ende eine Gesamtwertung errechnet, über die einige Startplätze auf der nächsten Main Tour vergeben wurden.

## Struktur
Erneut wurde die UK Tour als „zweitklassige“ Tour des Profisnookers ausgetragen. Erstmals durften aber keine Main-Tour-Spieler an der Turnierserie teilnehmen, was in den vorherigen Spielzeiten einigen schlechteren Main-Tour-Spielern zur Absicherung ihres Status ermöglicht worden war. Wieder bestand die UK Tour aus vier eigens ausgetragenen Events. Als Austragungsorte wählte man dieses Mal die Riley’s-Snookerhallen in Oldham und Stockport sowie den Jesters Snooker Club in Swindon. Im Gegensatz zum Vorjahr war diesmal aber Riley nicht offizieller Sponsor der Turnierserie. Die Events wurden im K.-o.-System ausgetragen, wobei die Teilnehmer abhängig von ihrem Ergebnis neben Preisgeldern auch Punkte bekamen. Weitere Punkte konnten die UK-Tour-Spieler in der Qualifikation der Snookerweltmeisterschaft 2000 gewinnen, eigentlich ein Main-Tour-Turnier, das aber als wichtigstes Turnier des Profisnookers eine besonders herausragende Stellung genießt. Abgesehen davon wurden einige der zu diesem Zeitpunkt besten Spieler der UK Tour 1999/2000 auch zur Benson and Hedges Championship 1999 eingeladen, dem Qualifikationsturnier für das Masters 2000. Dort konnten sie zwar auch Preisgelder, aber keine Punkte gewinnen. Mit den Punkten aus den vier UK-Tour-Events und der WM-Qualifikation wurde am Ende eine Gesamtwertung errechnet, die sogenannte „Order of Merit“. An die besten Spieler dieser Rangliste wurden am Saisonende Startberechtigungen für die Main Tour 2000/01 verteilt.
Die folgende Tabelle zeigt den Preisgeldschlüssel für die vier UK-Tour-Events. Angaben über die Punkteverteilung für die Order of Merit sind unbekannt.
| Runde     | Sieger  | Finalist | Halbfinalist | Viertelfinalist | Letzte 16 | Letzte 32 |
| Preisgeld | 5.750 £ | 3.250 £  | 1.600 £      | 1.175 £         | 675 £     | 350 £     |

## Events
Die folgende Tabelle gibt einen Überblick über die vier eigenen Events der UK Tour 1999/2000:
| Nr. | Datum              | Austragungsort                 | Sieger           | Ergebnis | Finalist        |
| --- | ------------------ | ------------------------------ | ---------------- | -------- | --------------- |
| 1   | 5. bis 10. Oktober | Oldham – Riley’s               | Matt Wilson      | 6:4      | Barry Hawkins   |
| 2   | 23. bis 25. Januar | Swindon – Jesters Snooker Club | Andrew Higginson | 6:3      | Scott MacKenzie |
| 3   | 16. bis 18. März   | Stockport – Riley’s            | Simon Bedford    | 6:5      | Barry Hawkins   |
| 4   | 10. bis 12. April  | Swindon – Jesters Snooker Club | Barry Hawkins    | 6:1      | Craig Butler    |

Bei der Benson and Hedges Championship 1999 erzielte Simon Bedford das beste Ergebnis der UK-Tour-Auswahl; als erster reiner UK-Tour-Spieler der Geschichte kam er bis ins Finale, verpasste aber durch eine Niederlage gegen Ali Carter die Qualifikation für das Masters. Bei der Snookerweltmeisterschaft 2000 erzielte der Ire Colm Gilcreest das beste Ergebnis der Nicht-Main-Tour-Spieler: Er erreichte die finale Qualifikationsrunde, verpasste aber den Einzug ins Crucible Theatre durch eine 6:10-Niederlage gegen Billy Snaddon. Mit Lee Spick, Malcolm Bilclough, Andrew Higginson und Sean Lanigan erreichten mehrere weitere Nicht-Main-Tour-Spieler die Runde der letzten 96, also die drittletzte Qualifikationsrunde.

## Rangliste
Über eine Sammlung von Profilen der Main Tour 2000/02 auf der Website von World Snooker lassen sich die ersten 22 Plätze der Order of Merit nachvollziehen. Die genannten Spieler sind in jedem Fall also im Jahr 2000 Profispieler geworden, die meisten davon gesicherterweise über diese Endwertung. Einzelne Ausnahmen sind aber nicht gänzlich ausschließbar.
1. Barry Hawkins
2. Simon Bedford
3. Andrew Higginson
4. Matt Wilson
5. Craig Butler
6. Scott MacKenzie
7. Philip Williams
8. Antony Bolsover
9. Alan Burnett
10. Björn Haneveer
11. Jason Weston
12. Joe Delaney
13. Graham Lee
14. Jeff Cundy
15. Paul McPhillips
16. Stuart Mann
17. Stuart Reardon
18. Mike Hallett
19. Jason Barton
20. Craig Roper
21. Lee Spick
22. Shailesh Jogia